# هيتمة
هَيْتَمَة (الاسم العلمي: Fibigia)، جنس نباتات نجمية أو عشبية معمرة ومُزهرة من فصيلة الكرنبية.
- هيتمة جوبية (L.) Medik.
- Fibigia lunarioides (Willd.) Sibth. & Sm.
- Fibigia macrocarpa (Boiss.) Boiss.
- Fibigia suffruticosa (Vent.) Sweet